# ビズ・ストーン
クリストファー・アイザック・"ビズ"・ストーン（Christopher Isaac "Biz" Stone、1974年3月10日 - ）はアメリカの起業家、投資家。Twitter、Medium、Jelly、Obvious Venturesなどの創業者として知られる。現在はPinterestとObvious Venturesのアドバイザーを務めている。

## 教育
マサチューセッツ州ウェルズリーのウェルズリー高校を卒業後、ノースイースタン大学とマサチューセッツ大学ボストン校の両方に通っていたがいずれも中退している。

## キャリア

### 初期のキャリア
1994年から1997年まで出版社でデザイナーとして働いたのち、1999年から2001年までニューヨークでブログ作成サービスを手掛けるXangaでデザイナーとして勤務する。
2003年から2005年までGoogleのBlogger部門で働いたのち、Blogger（2003年にGoogleが買収）の創業者で同僚だったエヴァン・ウィリアムズらと共にGoogleを離れポッドキャスト会社のOdeoに加わる。当時、200万ドル以上の価値があるGoogleのストックオプションを持っていたが、Odeoに参加したかったためその権利を手放している。

### Twitter
2006年にエヴァン・ウィリアムズらと共にObvious Corpを設立し、行き詰まっていたOdeoを投資家らから買い戻す。その後、Odeoはソニックマウンテンに売却され、エヴァンやジャック・ドーシーと共にObvious Corpからスピンオフする形でTwitterを立ち上げる。株式の持分はわずか2%ほどだったが人の良さを気に入っていたエヴァンから共同創業者の肩書きを与えられた。Twitterの初期のデザインを手掛けている。
2011年6月、前年にTwitterのCEOを退いたエヴァンから新しいプロジェクトの誘いを受けTwitterを退社。
2017年5月、共同創業者で現Twitter社CEOのジャックから復帰を打診されフルタイムの社員として退社した2011年以来、6年ぶりの復帰が発表された。

### Medium
2012年8月、エヴァンとジェイソン・ゴールドマンと共にMediumを設立、取締役に就任。

### Jelly
2013年4月、Twitterのエンジニアリング・マネージャーだったベン・フィンケルと共にQ&AサービスのJellyを設立、CEOとなる。
2017年3月、写真共有サービスのPinterestがJellyを買収すると発表。同社のアドバイザーに就任。

### Obvious Ventures
2014年にエヴァンから誘われベンチャー・キャピタルのObvious Venturesに共同創業者として参加、俳優のレオナルド・ディカプリオやセグウェイ創業者のディーン・カメンらと共にアドバイザーとなる。

## 投資活動
スクエアやSlack、Medium、Pinterest、Nest、Beyond Meatなどのスタートアップに初期から投資するエンジェル投資家としても知られ、Medium、Beyond Meat、Workpopの取締役も務めている。

## 慈善活動
熱心な慈善活動家として知られ特に動物福祉、環境保護、貧困、健康、教育などの問題を妻のリビアと共に設立したビズ＆リビア・ストーン財団を通じて取り組んでいる。

## 私生活
資産は推定2億5000万ドル（約287億円）で、2007年に結婚した妻のリビア・ストーンと息子のジェイコブと共にカリフォルニア州 のマリン郡に住んでいる。